# Honor Society
Honor Society er et pop/rock band med stærk indflydelse fra R&B.  Bandet skrev for nylig kontrakt med pladeselskabet Jonas Records (et pladeselskab, der samarbejder med Hollywood Recors). I sommeren 2009, lavede de en sang til Summit Entertainments film Bandslam. Bandet udgav deres debut album Fashionably Late d. 15. september , efter Bandslam singlen “Where Are You Now”.  Ders første CD Fashionably Late debuterede som nr. 18på Billboard Magazines top 200.

## Medlemmer
- Michael Bruno – Forsanger, guitar
- Jason Rosen – Kor, guitar, keyboard
- Andrew Lee – Kor, bas
- Alexander Noyea – Trommer

Micahel og Jason gik i skole sammen i deres yngre dage.
Alexander startede med at spille trommer for Jonas Brothers, men besluttede så at gå sine egne veje, og sluttede sig til Honor Society.

## Historie
I juni 2008 udgav bandet deres anden EP, A Tale of Risky Business.
I 2009 fik de succes med Bandslam singlen ”Where Are You Now,”  some r me på filmens Soundtrack. Senere lavede de også et cover af The Cars sangen “Magic”, til Wizards of Waverly Place sountracket. 
I maj 2009, skrev Rollinstone.com, at de var blandt de seks nykommende band fra Bamboozle, som man skulle holde øje med.
I juni 2009, optrådte Honor Society ved Miss Teen USA skønhedskonkurrencen, som blev vist live online verdenen over fra Atlantis Paradise Island, i Bahamas. I august 2009, præsenterede Honor Society ”Fab-U-lous” prisen ved Teen Choice Awards.
Deres debut album, Fashionably Late, blev udgivet d. 15. september, 2009..Bandet optrådte med nogle af deres sange fra dette album, som opvarmning på Jonas Bothers’ verdens tourné i 2009 og som hovednavn på Full Moon Crazy Tour som var en tourné på mindre spillesteder dvs. House og Blues. Dette involverede at spille sange fra deres nye album og havde special gæsten Esmee Denters.

## TV
I løbet af sommeren 2009, havde Honor Society flere tvoptrædender på lokale tv-stationer i New York City, Milwaukee, Washington DC, Chicago og Los Angeles. d. 30. august, 2009 var de på Much Music i Toronto Canada sammen med Jonas Brothers og optrådte med sangene ”Over You” og ”Where Are You Now”. De optrådte også med ”Over You” og ”See U In The Dark” på CBSTV til Arthur Ashe Kid’s Day d. 30. august. Bandet optrådte også på The Today Show d. 25. september, 2009, med sangen ”Over You”. De optrådte også med to sange ved Halloween udgaven af CBS Saturday Early Show d. 31. oktober, 2009. D. 3. december, 2009 optrådte bandet med ”Over You” og ”Here Comes Trouble” på Jimmy Kimmel Live Show på kanalen ABC-TV.

## Privatliv
Bandet anser det for deres mission at ”have kontakt med så mange fans som muligt”.  Alle fire har individuelle twitter sider for at gøre dette udover at have kontakt med fans på deres officielle Facebook. De er også kendt for at have ”Pinkberry Parkinglot Parties” (PPP) hvor de er sammen med fans udenfor Pinkberry restauranter. Alle fire bandmedlemmer siger at de lige nu er single.

## Tournéer

### Full Moon Crazy Tour
I løbet af sommeren 2009 mens de også var opvarmnings band på Jonas Brothers World Tour, havde Honor Society deres egene shows kaldet "The Full Moon Crazy Tour", som var det officielle før- eller efter-show fest i udvalgte byer.

Secaucus, NJ, Las Vegas, NV og Columbus, OH showene blev aflyst. MA og New York, NY blev ændre blot dage før showet.

### Fashonably Late Tour
For at støtte udgivelsen af deres debut album, Fashionably Late, i efteråret 2009, tog bandet på tournéen "Fashionably Late Tour"
Da Fashionably Late tournéen kom til sin ende, besluttede Honor Society at tilføje en anden halvdel af Fashionably Late Tour. Informationerne vedrørende denne anden halvdel af tournéen er stadig ukendte, men det er vidst at den vil begynde på et tidspunkt i starten af 2010.01.15

## Diskografi

### Albums
- 2005: The Green Light (EP)
- 2008: A Tale of Risky Business (EP)
- 2009: Fashionably Late[2][16]
- 2011: A Tale of Risky Business: Part II
- 2012: Serendipity (EP)

### Singler
| År   | Titel                | Hitliste placering | Hitliste placering | Album                             |
| År   | Titel                | U.S. 100           | Digital            | Album                             |
| ---- | -------------------- | ------------------ | ------------------ | --------------------------------- |
| 2009 | "Where Are You Now"  | —                  | —                  | Bandslam soundtrack               |
| 2009 | "Over You"           | 18                 | —                  | Fashionably Late                  |
| 2009 | "Two Rebels"         | 101                | —                  | Fashionably Late                  |
| 2010 | "Here Comes Trouble" |                    |                    | Fashionably Late                  |
| 2011 | "Hurricane"          |                    |                    | A Tale of Risky Business: Part II |
| 2012 | "Serendipity"        |                    |                    | Serendipity                       |

## Soundtracks
| År   | Sang                | Album                                                                       |
| ---- | ------------------- | --------------------------------------------------------------------------- |
| 2009 | "Where Are You Now" | Bandslam                                                                    |
| 2009 | "Magic"             | Wizards of Waverly Place                                                    |
| 2009 | "White Christmas"   | All Wrapped Up Vol.2                                                        |
| 2009 | "You Really Got Me" | Alvin and the Chipmunks: The Squeakquel: Original Motion Picture Soundtrack |